# Околоплодник

Плод (костянка) персика в разрезе.

Околопло́дник, перика́рпий (лат. pericárpium) — часть плода семенных растений. Оболочка, окружающая семена и формирующая внешний вид и форму плода, обычно составляет основную часть плода и служит для защиты семян от внешних воздействий. Формируется из завязи, иногда при участии других органов цветка (например, гинецея, цветоложа или чашечки). Важная морфологическая характеристика растений.
Перикарпий формируется из трёх, обычно хорошо различимых слоёв
- наружный — внеплодник, или эпикарпий (лат. epicarpium), или экзокарпий.
- средний — межплодник, или мезокарпий (лат. mesocarpium).
- внутренний — внутриплодник, или эндокарпий (лат. endocarpium).

Ткань плода, формируемая перечисленными слоями, может быть различной консистенции от мягкой и сочной до волокнистой или даже твёрдой одревесневшей. У плодов различных растений наиболее заметные, важные с точки зрения человека части плода образуются различными слоями, что служит классификационным признаком растения.
Из слоёв околоплодника, обычно из внеплодника сухих плодов, могут формироваться различные приспособления в форме шипов, лопастей, колючек с крючками или щетинок, которые способствуют распространению семян ветром и животными. У ряда растений околоплодник обеспечивает высвобождение семян раскрытием или распадением плодов после их созревания.
Строение и свойства околоплодника характеризуют плоды при определении их типа, это один из основных признаков, применяемых для классификации плодов в карпологии.